# ان ماری ریوس
ان ماری ریوس (انگلیسی: Ann Marie Rios؛ زاده ۵ سپتامبر ۱۹۸۱) بازیگر پورنوگرافی اهل ایالات متحده آمریکا است.